# Michaël Bunel
Michaël Bunel, né le 2 novembre 1977, est un entraîneur de football français.

## Biographie
Joueur de football amateur au FC Gruchet Le Valasse, Michaël Bunel est devenu par la suite formateur auprès des jeunes joueurs, orientant sa carrière vers l'éducation et l'enseignement du football. En 2005, il intègre le club du Havre et va alors alterner les rôles au sein du club : directeur technique de l'école de football et de la préformation élite, éducateur dans plusieurs catégories d'âges. En 2011, il est chargé de la préparation athlétique de la sélection ivoirienne U17 lors de la phase finale de la Coupe du monde au Mexique.
Il a également fait partie du staff de l'équipe première masculine à plusieurs reprises, sous les ordres de Jean-Marc Nobilo, Cédric Daury ou encore Bob Bradley. Il était notamment spécialisée dans la vidéo.
Le 30 décembre 2020, le club officialise sa nomination à la tête de l'équipe première féminine actuellement derrière de D1 Arkema, en remplacement de Thierry Uvenard. Il avait notamment participé à la création de la section féminine du club en 2014.

## Statistiques
| Saison                | Club                  | Championnat           | Championnat | Championnat | Championnat | Championnat | Coupe nationale | Coupe nationale | Coupe nationale | Coupe nationale | Total  | Total | Total | Total | % Victoires |
| Saison                | Club                  | Division              | Matchs      | V           | N           | D           | Matchs          | V               | N               | D               | Matchs | V     | N     | D     | % Victoires |
| --------------------- | --------------------- | --------------------- | ----------- | ----------- | ----------- | ----------- | --------------- | --------------- | --------------- | --------------- | ------ | ----- | ----- | ----- | ----------- |
| 2020-2021             | Le Havre AC (F)       | Division 1            | 1           | 0           | 1           | 0           | 1               | 0               | 0               | 1               | 2      | 0     | 1     | 1     | 0 %         |
| Total sur la carrière | Total sur la carrière | Total sur la carrière | 1           | 0           | 1           | 0           | 1               | 0               | 0               | 1               | 2      | 0     | 1     | 1     | 0 %         |